# Otokar Balcar
Otokar Balcar (19. října 1907, Veřovice – 11. února 1983)  (psáno také Otakar) byl český katolický kněz, profesor filozofie, religionistiky, morální a pastorální teologie.

## Život
Středoškolská studia, která zakončil maturitou v roce 1925, absolvoval na arcibiskupském gymnáziu v Kroměříži. Ke kněžství se připravoval na Cyrillo-Methodějské bohoslovecké fakultě v Olomouci. Studium zde ukončil v roce 1929 a na kněze byl vysvěcen v roce 1930. Dále působil v pastoraci a stal se středoškolským profesorem. Po druhé světové válce získal na Cyrillo-Methodějské bohoslovecké fakultě v Olomouci doktorát teologie a 25. listopadu 1945 byl promován. V roce 1948 se na téže fakultě stal suplentem filozofie, ale pro nemoc ještě v roce 1948 své působení ukončil. Od 1. září 1948 do 30. září 1969 zůstal v pastoraci. Dne 30. září 1970 byl jmenován na Římskokatolické Cyrilometodějské bohoslovecké fakultě v Praze se sídlem v Litoměřicích, pobočce v Olomouci odborným asistentem pro obor křesťanské filosofie, s účinností od 1. října 1969. 5. června 1973 byl na CMBF jmenován docentem pro obor srovnávací vědy náboženské, po předložení spisů Biblická zpráva o prvních lidech v učení Církve ve světle antropologie a etnologie a Prameny náboženství v pojetí Henri Bergsona a ve světle ethnologie. Platnost jmenování odborným asistentem mu byla opakovaně prodloužena, a jeho působení na CMBF bylo ukončeno až dne 31. srpna 1974. V letech 1969–1974 přednášel filosofii, v letech 1971–1974 přednášel morální a pastorální teologii. Poté se vrátil do pastorace. Zemřel 11. února 1983 a byl pohřben na hřbitově v Hranicích.